# Copris sumatrensis
Copris sumatrensis là một loài bọ cánh cứng trong họ Bọ hung (Scarabaeidae).